# Wielicka Woda

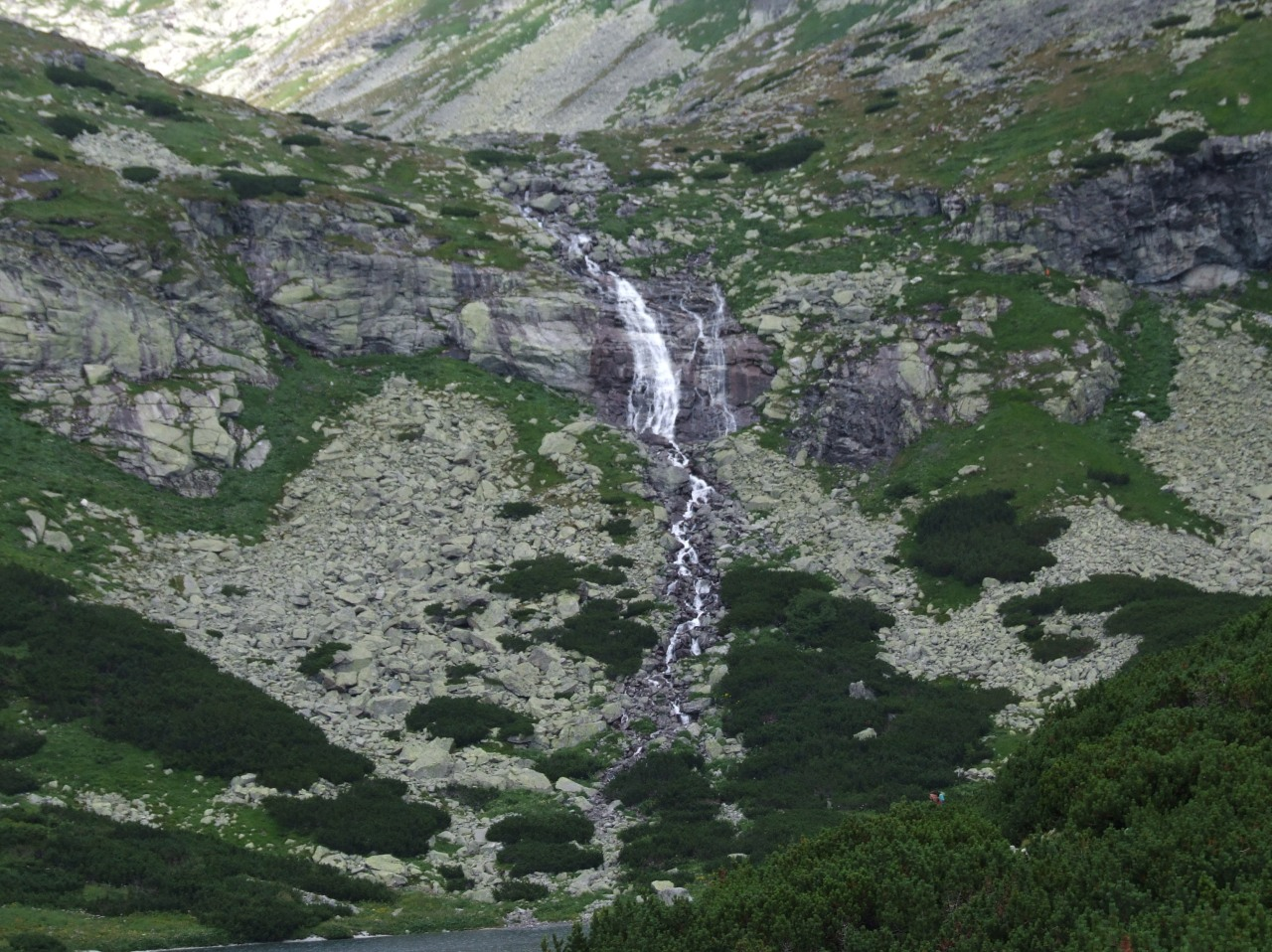
Wielicka Woda opadająca Wielicką Siklawą

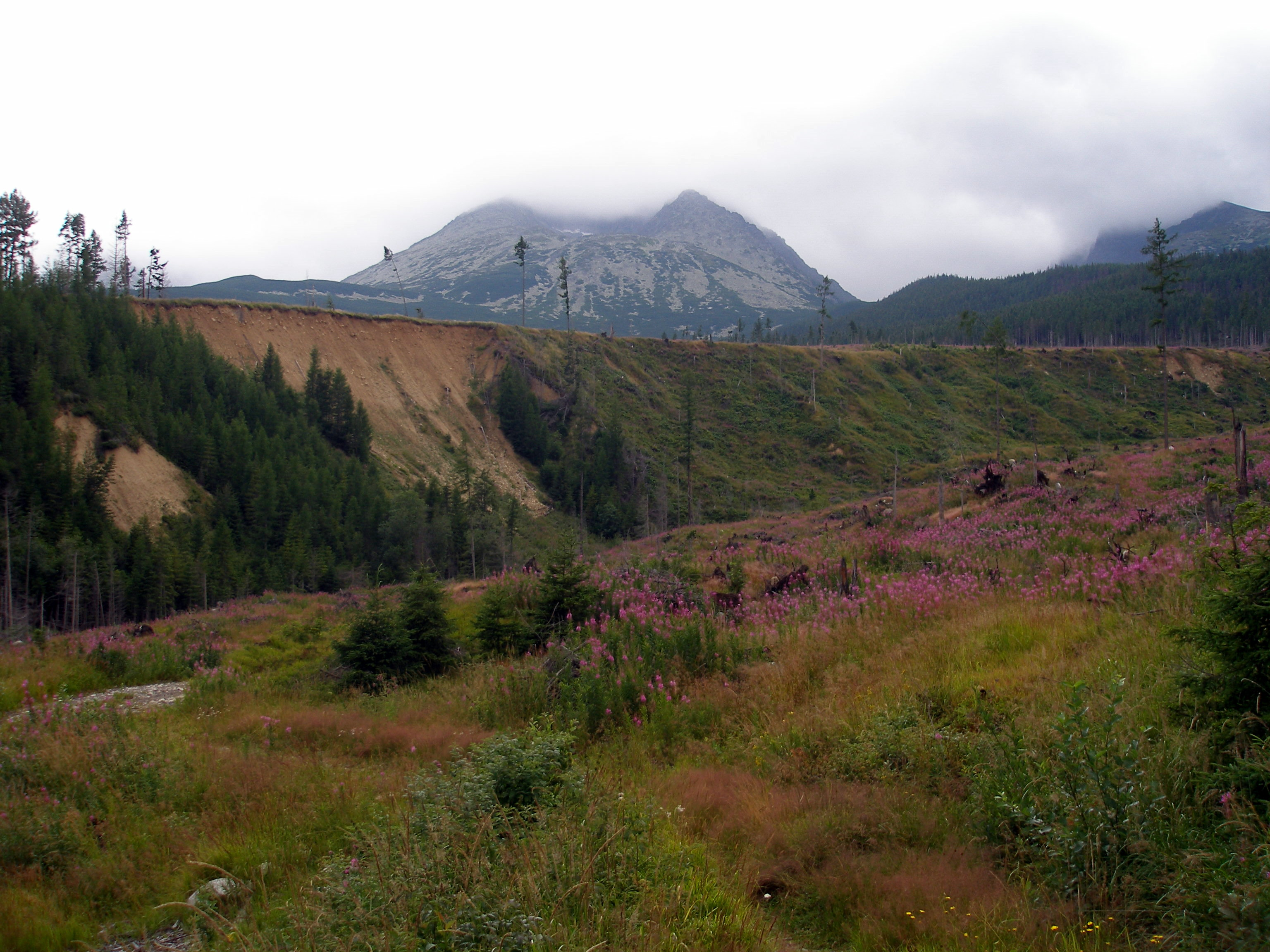
Jar Wielickiego Potoku powyżej Drogi Wolności z widoczną Żółtą Ścianą

Wielicka Woda, również Wielicki Potok (słow. Velický potok, niem. Felker Wasser, Felker Bach, węg. Felkai-patak, Felkai-víz) – główny ciek wodny Doliny Wielickiej w słowackich Tatrach Wysokich, wypływający z Długiego Stawu Wielickiego jako jego odpływ.
Potok na stałe pojawia się w Wielickim Ogrodzie (na wysokości ok. 1840 m n.p.m.), do tego momentu przez dłuższy czas płynie pod rumowiskiem. W okolicach Wielickiego Ogrodu przepływał niegdyś przez Kwietnicowy Staw. Na wysokim progu doliny, powyżej Wielickiego Stawu opada kaskadą zwaną Wielicką Siklawą, następnie wpada do tego stawu. Ponownie wypływa z jego południowego brzegu i dalej kieruje się na południowy wschód. Na wysokości Drogi Wolności opuszcza Tatry. Tuż powyżej szosy koryto Wielickiej Wody tworzy potężny, głęboko wcięty jar, którego zachodnia ściana tworzy ciągnące się przez kilkadziesiąt metrów i wysokie na również kilkadziesiąt osuwisko, wyraźnie widoczne nawet z Popradu, a zwane Żółtą Ścianą (słow. Žltá stena) od barwy osuwiska. Poniżej szosy wpada do Wielickiej Wody jej pierwszy większy dopływ – potok Stos płynący z doliny Stos. Między Batyżowcami a Wielką wpada do niej największy, prawy dopływ – Batyżowiecki Potok, płynący z Doliny Batyżowieckiej. Nieopodal Spiskiej Soboty Wielicka Woda wpada do Popradu.

## Szlaki turystyczne
– zielony szlak z Tatrzańskiej Polanki wzdłuż Wielickiej Wody nad Wielicki Staw i dalej na przełęcz Polski Grzebień.
- Czas przejścia z Tatrzańskiej Polanki nad Wielicki Staw: 1:45 h, ↓ 1:15 h
- Czas przejścia znad stawu na Polski Grzebień: 2 h, ↓ 1:30 h

  – znakowana czerwono Magistrala Tatrzańska na odcinku od Batyżowieckiego Stawu przez Gerlachowski Grzebień nad Wielicki Staw, stąd dalej na wschód do Smokowieckiego Siodełka.
- Czas przejścia znad Batyżowieckiego Stawu nad Wielicki Staw: 1 h w obie strony
- Czas przejścia znad Wielickiego Stawu na Siodełko: 2:05 h, z powrotem 2:20 h